# Un barattolo mostruoso n.2
Un barattolo mostruoso n.2 (Monster Blood II) è il diciottesimo libro della serie Piccoli brividi ideata da R. L. Stine.

## Trama
Evan Ross ora vive ad Atlanta. Nella sua nuova scuola c'è un insegnante di scienze che lui detesta: il signor Murphy. Nella classe di scienze c'è un criceto, Cuddles, che Evan è stato incaricato di controllare dopo le lezioni. 
Evan scopre che in città c'è anche la sua vecchia amica Andrea (Andy), che ha con sé il Sangue di Mostro. Per gioco Andy convince Evan a far mangiare a Cuddles, l'amato criceto del signor Murphy, questa sostanza e in seguito si accorgono che l'animale inizia a crescere.
In un primo momento, la crescita del criceto è lenta per cui il signor Murphy sgrida Evan per aver dato troppo cibo all'animale.
Ma col passare dei giorni il criceto cresce a dismisura, diventando grande prima come un cane e poi quanto un elefante e finendo per terrorizzare i ragazzi nell'aula di scienze, difesi dal signor Murphy.
Evan ed Andy cercano dei modi per riuscire a sconfiggere il criceto e allora Evan mangia a sua volta il Sangue di Mostro così da crescere tanto quanto Cuddles e poterlo affrontare ad armi pari. 
Evan viene sopraffatto, ma quando tutto ormai sembra perduto si scopre che il Sangue di Mostro è scaduto proprio quel giorno per cui Evan e Cuddles ritornano di dimensioni normali.
Come ricompensa il signor Murphy regala ad Evan il piccolo Cuddles.
I genitori di Andy, residenti in Europa, scoprono che c'è in circolazione un altro barattolo contenente il Sangue di Mostro; ricordandosi di come la figlia si fosse divertita con il primo barattolo, ne invieranno prontamente uno nuovo per la sorpresa dei due amici: infatti il libro si conclude con Cuddles, sul tappeto di casa, che mangia il Sangue di Mostro.

## Riferimenti in altre opere
Nel libro Ritorno a Horrorland, settantacinquesimo della serie, i tre protagonisti Lizzy, Luke e Clay guardano un programma sulle creature mostruose, e i direttori del programma intervistano Evan, il quale spiega della pericolosità del Sangue di Mostro, raccontando anche della vicenda del criceto; viene infatti mostrato un filmato che un alunno aveva fatto a Cuddles diventato ormai gigante che scorrazza per i corridoi della scuola, terrorizzando gli studenti. Lizzy, Luke, Clay e i direttori del programma stessi riferiscono di non aver creduto a Evan.

## Edizioni
- R. L. Stine, Un barattolo mostruoso n.2, traduzione di Anna Maria Sommariva, collana Piccoli brividi, Arnoldo Mondadori Editore, 1994,  p. 158, ISBN 88-04-40272-5.